# Homolophus
Homolophus is een geslacht van hooiwagens uit de familie Phalangiidae (Echte hooiwagens).
De wetenschappelijke naam Homolophus is voor het eerst geldig gepubliceerd door Banks in 1893. 

## Soorten
Homolophus omvat de volgende 25 soorten:
- Homolophus afghanum
- Homolophus albofasciatum
- Homolophus altaicum
- Homolophus arcticus
- Homolophus betpakdalense
- Homolophus chitralense
- Homolophus coreanum
- Homolophus funestus
- Homolophus gobiensis
- Homolophus lindbergi
- Homolophus luteum
- Homolophus martensi
- Homolophus nepalicus
- Homolophus pallens
- Homolophus panpema
- Homolophus punctatus
- Homolophus rishiri
- Homolophus suzukii
- Homolophus thienshanense
- Homolophus tibetanus
- Homolophus transbaicalicum
- Homolophus trinkleri
- Homolophus turcicum
- Homolophus vernale
- Homolophus vladimirae